# Amelora catacris
Amelora catacris är en fjärilsart som beskrevs av Edward Meyrick 1892. Amelora catacris ingår i släktet Amelora och familjen mätare. Inga underarter finns listade i Catalogue of Life.